# Max Kunze
Max Kunze (* 26. Oktober 1944 in Schotten) ist ein deutscher Klassischer Archäologe.

## Leben
Max Kunze studierte zwischen 1964 und 1969 Klassische Archäologie und Klassische Philologie an der Humboldt-Universität zu Berlin (HU). Daran schloss sich bis 1971 eine Tätigkeit als wissenschaftlicher Mitarbeiter am Münzkabinett an, wo er in Nachfolge von Annemarie Böning für die Betreuung der Münzen des Mittelalters und der Neuzeit zuständig war. Nachfolger wurde Wolfgang Steguweit. 1974 promovierte er an der Humboldt-Universität über ein Thema der klassizistischen römischen Reliefkunst. Von 1969 bis 1982 war er Direktor des Winckelmann-Museums in Stendal und Sekretär der Winckelmann-Gesellschaft, von 1978 bis 1990 Geschäftsführendes Vorstandsmitglied der Gesellschaft. Von 1982 bis 1993 war er Direktor der Ostberliner Antikensammlung der Staatlichen Museen zu Berlin. Er hat mehrere Führer und Einführungen zur Sammlung im Pergamonmuseum verfasst. Seit 1990 ist er Präsident der Winckelmann-Gesellschaft, war 1992 Adjunct Professor am Institute of Fine Arts der New York University und 1993/94 mit einem Forschungsauftrag am Metropolitan Museum of Art in New York. 1998 war er Lektor an der Universität Antalya. 1996 wurde er an der Universität Mannheim habilitiert, seit 2001 ist er dort Honorarprofessor. Er ist Leiter der Arbeitsstelle für die historisch-kritische Herausgabe der Schriften Winckelmanns an der Akademie der Wissenschaften und der Literatur in Mainz. Seit 1990 ist er Herausgeber der Schriften der Winckelmann-Gesellschaft sowie Initiator und Herausgeber der Akzidenzen. Flugblätter der Winckelmann-Gesellschaft und der Stendaler Winckelmann-Forschungen. Für die Winckelmann-Gesellschaft ist er Herausgeber zahlreicher Ausstellungskataloge und Mitherausgeber der Geschichte der Kunst des Altertums sowie der Winckelmann-Edition J. J. Winckelmann. Schriften und Nachlaß. Im Oktober 2009 fand anlässlich Kunzes 65. Geburtstages ein internationales Kolloquium in Berlin statt.
Max Kunze gelang es 2000, das Winckelmann-Museum vor der Schließung zu retten. Seitdem befindet es sich in der Obhut der Winckelmann-Gesellschaft. Zahlreiche Ausstellungsprojekte konnten auf Kunzes Initiative hin realisiert werden, genannt seien hier stellvertretend die Ausstellung „Winckelmann und die Entdeckung der ägyptischen Kunst“, die 2003 eröffnet wurde und anschließend in weiteren Städten Deutschlands und der Schweiz gezeigt wurde, oder die Ausstellung „Die Etrusker – Die Entdeckung ihrer Kultur seit Winckelmann“, die ihre Fortsetzung in der großen Ausstellung im Archäologischen Nationalmuseum in Florenz anlässlich der Winckelmann-Jubiläen 2017/2018 fand.
Unter der Federführung von Max Kunze wurde 2014 zur Vorbereitung der Winckelmann-Jubiläen 2017/2018 in Stendal ein internationales Winckelmann-Komitee gegründet, das die Aktivitäten koordinieren sollte. An zahlreichen Tagungen, Ausstellungen und Veranstaltungen der Jubiläumsjahre in Europa wirkte er selbst aktiv mit. Ein weiterer Schwerpunkt seiner Arbeit während der Winckelmann-Jubiläen war die Konzeption und Neugestaltung des Winckelmann-Museums und dessen Ausbau zu einem barrierefreien Museumsquartier. Das Winckelmann-Museum umfasst heute neben der Winckelmann-Ausstellung, das Kinder- und Familienmuseum, einen Skulpturenhof, das Mäzenatenmuseum, in dem die der Winckelmann-Gesellschaft übereigneten Sammlungen ausgestellt werden, und eine Etage für Sonderausstellungen. Zum Außengelände gehören der Winckelmann-Park, das Archäologen-Camp, ein Hörtheater, eine Spielstraße für Kinder und das Trojanische Pferd.
Die von Max Kunze verantwortete und unter Mitarbeit von Sascha Kansteiner und Moritz Kiderlen im Jahr 2000 organisierte Ausstellung der Winckelmann-Gesellschaft in Stendal ist bis heute umstritten. Gezeigt wurde seinerzeit im Winckelmann-Museum eine antike Bronzebüste Alexanders des Großen aus dem Besitz des dubiosen Antikenhändlers Robin Symes. Das Oberteil einer Statue soll ein antikes Bronzeoriginal sein und das Wissen über das Porträt des makedonischen Herrschers erneuern. Der Archäologe Stefan Lehmann bestritt die Echtheit und wies das Bronzebildnis der Fälscherwerkstatt des „Spanischen Meisters“ zu. Aufgrund der Art der in diesem Zusammenhang erhobenen Vorwürfe geriet Lehmann in Konflikt mit Teilen der Winckelmann-Gesellschaft, die ihn am 12. Dezember 2009 auf der Mitgliederversammlung der Gesellschaft ausschloss. Im Anschluss kam es zu einer gerichtlichen Auseinandersetzung zwischen Max Kunze und der Winckelmann-Gesellschaft auf der Klägerseite und Stefan Lehmann als Beklagter. Im Jahr 2012 gab Lehmann eine öffentliche, schriftliche Ehrenerklärung ab, in der er die als ehrverletzend aufgefassten Angriffe gegen Kunze und die Winckelmann-Gesellschaft bedauerte. Am 8. März 2012 bestätigte das Oberlandesgericht Naumburg in letzter Instanz die Verurteilung Stefan Lehmanns zur Unterlassung der Vorwürfe gegen Max Kunze und die Winckelmann-Gesellschaft.
Die antike Entstehung des „Alexander Stendal“ wird von Kunzes damaligem Mitarbeiter Sascha Kansteiner nicht mehr vertreten.

## Schriften (Auswahl)
- Die historischen und ideologischen Grundlagen des Klassizismus-Phänomens in der Reliefkunst der frühen römischen Kaiserzeit. Berlin 1974 (Dissertation).
- Herausgeber mit Huberta Heres: Die Welt der Etrusker. Akademie Verlag, Berlin 1990, ISBN 3-05-001013-4.
- Der Altar von Pergamon. Staatliche Museen Berlin, Berlin 1991, ISBN 3-88609-263-1.
- Meisterwerke antiker Bronzen und Metallarbeiten aus der Sammlung Borowski. Verlag Franz Philipp Rutzen, Ruhpolding und Mainz 2007, ISBN 978-3-938646-06-9.
- mit Sascha Kansteiner und Moritz Kiderlen: Alexander der Große: König der Welt; eine neuentdeckte Bronzestatue; Sonderausstellung, Winckelmann-Gesellschaft mit Winckelmann-Museum Stendal vom 15. Juli 2000 bis 3. September 2000 (Stendal 2000), ISBN 3-910060-34-X.